# Marian Kamieński
Marian Kamieński (ur. 10 czerwca 1901 w Nowym Narcie, zm. 2 grudnia 1980 w Krakowie) – polski petrograf i geolog, prof. dr hab.

## Życiorys
Syn Stanisława. Absolwent gimnazjum klasycznego w Stryju (egzamin dojrzałości zdał w 1919 z wyróżnieniem). Podczas służby wojskowej studiował na dwuletnim Kursie Górniczym przy Politechnice Lwowskiej. Studia geologiczne kontynuował na Wydziale Matematyczno-Przyrodniczym Uniwersytetu Jana Kazimierza we Lwowie. W 1926 obronił na tej uczelni doktorat z zakresu geologii na podstawie pracy nt. wykształcenia i stratygrafii kredy żurawieńskiej. W 1933 habilitował się na Politechnice Lwowskiej na podstawie pracy pt. Elementy składowe tufów wulkanicznych w Berestowcu, w 1934 otrzymał tytuł profesora nadzwyczajnego. W latach 1934–1939 był kierownikiem Katedry Mineralogii i Petrografii oraz Ceramicznej Stacji Doświadczalnej Wydziału Chemicznego Politechniki Lwowskiej. W latach 1937–1938 był dziekanem tego wydziału, w roku akademickim 1938/1939 – dziekanem. W latach 1939–1941 i 1944–1945 pełnił obowiązki dziekana Wydziału Chemicznego i Naftowego Lwowskiego Instytutu Politechnicznego.
Od kwietnia 1945 pracował w Akademii Górniczej w Krakowie. W 1946 otrzymał nominację na profesora zwyczajnego. Od 1946 do 1951 kierował Katedrą Petrografii i Geologii Wydziału Inżynierii AG. W roku akademickim 1946/1947 był dziekanem, a od 1947 do 1949 zastępcą prorektora Wydziałów Politechnicznych AG. Od 1951 do 1971 był kierownikiem zorganizowanej przez siebie Katedry Złóż Surowców Skalnych na Wydziale Geologiczno-Poszukiwawczym AGH. Jednocześnie pełnił funkcje prodziekana tego wydziału (1952–1956), protektora AGH ds. nauki (1955–1957) oraz dyrektora Instytutu Mineralogii i Złóż Surowców Mineralnych (1969–1971).
W latach 1945–1954 pracował także jako kierownik Katedry Mineralogii i Geologii na Wydziale Chemicznym Politechniki Śląskiej, w 1951 przemianowanej na Katedrę Mineralogii i Petrografii Wydziału Górniczego PŚ. Inne pełnione przez niego funkcje to:
- sekretarz Zarządu Głównego Polskiego Towarzystwa Przyrodników im. Kopernika
- sekretarz Rady Głównej Szkolnictwa Wyższego
- przewodniczący Rady Naukowej Instytutu Geologicznego w Warszawie
- przewodniczący Rady Naukowej Muzeum Ziemi PAN w Warszawie
- członek Komitetu Nauk Geologicznych PAN
- członek Rady Nauki i Techniki
- członek komitetu redakcyjnego Archiwum Mineralogicznego 1954–1980[5]

Zmarł 2 grudnia 1980 w Krakowie, pochowany na cmentarzu Rakowickim (kwatera LXXI-1-15).

## Działalność naukowa
W okresie międzywojennym prowadził badania piaskowców żurawieńskich na lewym brzegu Dniestru, tufów przedgórza Karpat, wulkanitów, bentonitów podolskich w okolicach Werynia i Lwowa. Brał udział w wyprawach w Karpaty Wschodnie prowadzonych przez Juliana Tokarskiego w celu m.in. rozpoznania surowców mineralnych Gór Czywczyńskich. Był współodkrywcą krzemianowo-węglanowej rudy manganowej. Badał gliny retu w rejonie Parszowa, gliny dolnej jury w okolicach Krzeszowic oraz gliny Wierzbnika nad Kamienną. Po drugiej wojnie światowej zajmował się wykorzystaniem skał Karpat fliszowych w przemyśle materiałów budowlanych kwasoodporności dolnośląskich granitoidów i piaskowców (Góry Świętokrzyskie, Dolny Śląsk) oraz właściwościami technicznymi piaskowców fliszu karpackiego i odwapnionych opok kredowych (Wyżyna Lubelska, okolice Zawichostu).

## Ordery i odznaczenia
- Order Sztandaru Pracy I klasy[2]
- Krzyż Kawalerski Orderu Odrodzenia Polski (28 września 1954)[1]
- Złoty Krzyż Zasługi po raz pierwszy (25 maja 1938)[8]
- Złoty Krzyż Zasługi po raz drugi (11 lipca 1948)[9]
- Medal 10-lecia Polski Ludowej (15 stycznia 1955)[10]
- Medal Komisji Edukacji Narodowej (1969)[11]
- Złota Odznaka „Za Pracę Społeczną dla miasta Krakowa” (1969)[12]
- Złota Odznaka „Za Zasługi dla Ziemi Krakowskiej”

## Nagrody i tytuły honorowe
- nagroda Ministra Szkolnictwa Wyższego I stopnia (1963 i 1971)
- doktor honoris causa Politechniki Krakowskiej (1972)
- doktor honoris causa Politechniki Śląskiej (1974)[13]
- członek honorowy Polskiego Towarzystwa Przyrodników im. Kopernika